# Konvergenzgruppe
In der Mathematik sind Konvergenzgruppen ein Begriff aus der Theorie der Dynamischen Systeme, der es ermöglicht, hyperbolische Gruppen mittels dynamischer (statt geometrischer) Methoden zu untersuchen.

## Definition
Es sei {\displaystyle \Gamma } eine auf einem kompakten, metrisierbaren Raum {\displaystyle X} stetig wirkende Gruppe. Die Wirkung heißt eine Konvergenzwirkung (und {\displaystyle \Gamma } eine Konvergenzgruppe), wenn folgende Bedingung erfüllt ist:
zu jeder Folge {\displaystyle (g_{n})_{n}\subset \Gamma } gibt es eine Teilfolge {\displaystyle (g_{n_{i}})_{i}} und zwei Punkte {\displaystyle a,b\in X}, so dass {\displaystyle g_{n_{i}}\vert _{X\setminus \left\{a\right\}}} auf kompakten Mengen gleichmäßig gegen {\displaystyle b} konvergiert.
Die letzte Bedingung bedeutet: für jede offene Umgebung {\displaystyle U} von {\displaystyle b} und jede kompakte Teilmenge {\displaystyle K\subset X\setminus \left\{a\right\}} gibt es ein {\displaystyle i_{0}} mit {\displaystyle g_{n_{i}}(K)\subset U} für alle {\displaystyle i\geq i_{0}}.
Eine äquivalente Bedingung ist, dass {\displaystyle \Gamma } eigentlich diskontinuierlich auf dem Raum der Tripel
{\displaystyle T(X)=\left\{(a,b,c)\in X^{3}:a\not =b,a\not =c,b\not =c\right\}}
wirkt.

## Klassifikation von Elementen
Ein nichttriviales Element {\displaystyle \gamma } einer auf einem kompakten, metrischen Raum wirkenden Konvergenzgruppe {\displaystyle \Gamma } ist von genau einem der drei folgenden Typen:
- elliptisch: {\displaystyle \gamma } hat endliche Ordnung,
- parabolisch: {\displaystyle \gamma } hat unendliche Ordnung und genau einen Fixpunkt,
- loxodromisch: {\displaystyle \gamma } hat unendliche Ordnung und genau zwei Fixpunkte.

Für {\displaystyle k\not =0} haben {\displaystyle \gamma } und {\displaystyle \gamma ^{k}} denselben Typ.
Wenn {\displaystyle \gamma } parabolisch mit Fixpunkt {\displaystyle a} ist, dann gilt {\displaystyle \lim _{n\to \pm \infty }\gamma ^{n}x=a} für alle {\displaystyle x\in X}.
Wenn {\displaystyle \gamma } loxodromisch mit Fixpunkten {\displaystyle a_{\pm }} ist, dann gilt {\displaystyle \lim _{n\to \infty }\gamma ^{n}x=a_{-}} für alle {\displaystyle x\not =a_{+}} und {\displaystyle \lim _{n\to -\infty }\gamma ^{n}x=a_{+}} für alle {\displaystyle x\not =a_{-}} und diese Konvergenz ist gleichmäßig auf kompakten Teilmengen von {\displaystyle X\setminus \left\{a_{-},a_{+}\right\}}.

## Limesmenge
Die Limesmenge von {\displaystyle \Gamma } ist eine minimale, nichtleere, abgeschlossene, {\displaystyle \Gamma }-invariante Teilmenge {\displaystyle \Lambda (\Gamma )\subset X}. Die Konvergenzgruppe heißt nichtelementar, wenn {\displaystyle \Lambda (\Gamma )} aus mehr als zwei Punkten besteht. In diesem Fall ist {\displaystyle \Lambda (\Gamma )} eine perfekte Menge und insbesondere unendlich.
Die Konvergenzwirkung heißt minimal, wenn {\displaystyle \Lambda (\Gamma )=X}.
Ein konischer Grenzpunkt ist ein Punkt {\displaystyle x\in X}, zu dem es eine Folge unterschiedlicher Elemente {\displaystyle \gamma _{n}\in \Gamma } und Punkte {\displaystyle a_{\pm }\in X} gibt mit {\displaystyle \lim _{n\to \infty }\gamma _{n}x=a_{+}} und {\displaystyle \gamma _{n}\mid _{X\setminus \left\{x\right\}}} konvergiert gleichmäßig auf Kompakta gegen die Abbildung, die konstant {\displaystyle a_{-}} ist. Zum Beispiel sind Fixpunkte einer loxodromischen Abbildung konische Grenzpunkte.

## Hyperbolische Gruppen, Gleichmäßige Konvergenzgruppen
Eine Konvergenzgruppe heißt gleichmäßige Konvergenzgruppe oder uniforme Konvergenzgruppe, wenn die Wirkung auf {\displaystyle TX} zusätzlich kokompakt ist. Eine äquivalente Bedingung ist, dass jeder Limespunkt ein konischer Limespunkt ist.
Satz (Bowditch): Eine auf einem perfekten, kompakten, metrischen Raum wirkende Gruppe {\displaystyle \Gamma } ist genau dann eine gleichmäßige Konvergenzgruppe, wenn {\displaystyle \Gamma } eine hyperbolische Gruppe und die Konvergenzwirkung mittels eines {\displaystyle \Gamma }-äquivarianten Homöomorphismus zur Wirkung von {\displaystyle \Gamma } auf dem Gromov-Rand {\displaystyle \partial _{\infty }\Gamma } konjugiert ist.

## Anwendungen
Die Konvergenzeigenschaft wurde ursprünglich im Kontext Kleinscher Gruppen von Gehring-Martin eingeführt, um die Eigenschaften der Wirkung einer Kleinschen Gruppe auf ihrer Limesmenge zu axiomatisieren.
Die Konvergenzwirkung einer hyperbolischen Gruppe auf ihrem Rand im Unendlichen ermöglicht es, viele algebraische Aussagen über hyperbolische Gruppen ohne Verwendung „hyperbolischer“ Geometrie zu beweisen, zum Beispiel beim Beweis der JSJ-Zerlegung oder der lokalen Zusammenhangseigenschaften des Randes im Unendlichen.
Konvergenzwirkungen spielten eine wichtige Rolle beim Beweis der Seifert-Faserraum-Vermutung: diese ließ sich darauf zurückführen, dass auf dem Kreis wirkende Konvergenzgruppen virtuell Fuchssch sein müssen, d. h. eine Fuchssche Gruppe als Untergruppe von endlichem Index enthalten. Letztere (von Casson-Jungreis und Gabai bewiesene) Eigenschaft ermöglicht auch einen alternativen Beweis für das (ursprünglich von Kerckhoff bewiesene) Nielsensche Realisierungsproblem.